# جیرجیرک‌های پولک‌دار
جیرجیرک‌های پولک‌دار (نام علمی: Mogoplistidae) نام یک تیره از راسته راست‌بالان است.